# Trolliella
Trolliella is een geslacht van uitgestorven slakken uit de  familie van de Clausiliidae.

## Soorten
De volgende soorten zijn bij het geslacht ingedeeld:
- Trolliella silesiaca H. Nordsieck, 1981 †